# آبراهام پولانسکی
آبراهام لینلکن پولانسکی (به انگلیسی: Abraham Lincoln Polonsky) کارگردان و نویسنده نامزد جایزهٔ اسکار اهل ایالات متحده آمریکا بود

## زندگی‌نامه
در سال ۱۹۲۰ در شهر نیویورک دیده به جهان گشود. ابتدا در رشتهٔ حقوق دانشگاه کلمبیا تحصیل کرد. سپس از سال ۱۹۳۲ تا آغاز جنگ جهانی دوم به تدریس اشتغال داشته و مدتی نیز در رادیو کار کرد. بعداً رو به نویسندگی آورده و شروع به ساختن داستان‌های کوتاه و نقد نمود.
کار سینما را با فیلمنامه‌نویسی در کمپانی پارامونت آغاز کرده و بعد از خاتمهٔ جنگ برخی از فیلمنامه‌هایش را کارگردانی نمود. اما به سبب مشخص شدن فعالیت‌های غیرآمریکایی در کارهایش مجبور به ترک آمریکا گردیده و به اروپا رفت. بعد از چندی به آمریکا بازآمده و با نام‌های مستعار شروع به نوشتن فیلمنامه کرد. مدتی بعنوان نویسندهٔ برنامه‌های تلویزیونی فعالیت نمود. سرانجام سه داستان بلند از او به نام‌های "دنیای بالا" "فصل ترس" و "ماریو و شعبده باز" یه چاپ رسیدو از فیلمنامه‌های معروفش می‌توان "جسم و روح" و "مدیگان" را نام برد.
در ۲۶ اکتبر ۱۹۹۹ میلادی درگذشت.

## فیلم‌شناسی
- Golden Earring (۱۹۴۷)
- جسم و روح (۱۹۴۷) نامزد اسکار بهترین فیلمنامه
- نیروی اهریمن (۱۹۴۸)
- I Can Get It for You Wholesale (۱۹۵۱)
- به فردا امیدی نیست (۱۹۵۹)
- Kraft Suspense Theatre (۱۹۶۵)
- Seaway (۱۹۶۵)
- مدیگان (۱۹۶۸)
- به آنان بگویید ویلی بوی این جاست (۱۹۶۹)
- داستان عاشقانهٔ یک اسب دزد (۱۹۷۱)
- Avalanche Express (۱۹۷۹)
- Monsignor(۱۹۸۲)
- Mommie Dearest (۱۹۸۱)